# LaGG-3 (航空機)
LaGG-3 / ЛаГГ-3
駐機中のLaGG-3 66シリーズ
(第88戦闘機連隊所属、1943年夏撮影)
- 用途：戦闘機
- 分類：陸上戦闘機
- 設計者：

  - ウラジミール・ゴルブーノフ
  - セミョーン・ラヴォーチキン
  - ミハイル・グドコフ
- 製造者：

  - 第21工場（ゴーリキー）
  - 第23工場（レニングラード）
  - 第31工場（タガンログ）
  - 第153工場（ノボシビルスク）
- 運用者： 赤色空軍
- 初飛行：

  - 1940年3月30日（原型機 I-301）[1]
  - 1940年12月（生産1号機）[2]
- 生産数：6,528機[3]
- 生産開始：1941年初頭
- 運用開始：1941年後半
- 運用状況：退役
- 原型機：LaGG-1
- 派生型：La-5

LaGG-3（Lavochkin-Gorbunov-Gudkov LaGG-3 ラググ3 / 露 : ЛаГГ-3 ラーググ・トゥリー）は、第二次世界大戦時にソ連が開発した単発単葉の戦闘機である。

## 概要

### LaGG-1
ウラジミール・ゴルブーノフの発案により始まった木製機開発は、セミョーン・ラヴォーチキンおよびミハイル・グドコフの協力により、設計局『OKB-301』の設立と機体の試作が認められるに至った。新たに開発されたデルタ合板を取り入れた試作機 I-301は1940年3月30日に初飛行し、少数生産が指示されたが、新型戦闘機の航続距離は1,000kmにすることを命じられ、外翼部への燃料タンクの追加をもって対応することとなった。1940年12月の命名規則の変更により、I-301はLaGG-1、燃料搭載量を増加させたものはLaGG-3と命名された。

### LaGG-3
量産が急がれていたこともあり、主たる変更は外翼への燃料タンクの追加にとどめられ、大きな改良は盛り込まれなかった。そのうえ、原型機に無かった無線機のアンテナマストの追加や、格納式だった尾輪の固定化は速度低下を招き、また生産時の機体表面仕上げの悪さは空気抵抗を増大させ、性能は更に悪化した。独ソ戦の開戦前後は、絶対数を確保するため大量生産に重点を置いたことで粗悪品が多く、最高速度がカタログデータより40km/h以上低いものや、耐久性が低いものすらあった。
全木製の機体構造が災いして、軽量化や空力洗練により大きな改善がなされた後期生産型になってもなお、パワーウェイトレシオはソ連戦闘機中で最低であり、エンジンのアンダーパワーは完全には解消されなかった。改良の結果、機動力については対抗機種であるBf109Fを上回るまでに改善されたが、その他の性能でおよぶことはできなかった。パイロットたちはLaGG-3に乗ることは不幸な事だと考え、木製であることにかけて「保証付きの塗装済棺桶（Лакированный Гарантированный Гроб、Lakirovanniy Garantirovanni Grob 、頭文字を合わせるとLaGGとなる）」とまで呼んだ。
エンジンの馬力不足の根本的な解決のため、ラヴォーチキンはLaGG-3にシュベツォフ M-82を搭載し、傑作機といわれるLa-5へと発展した。
1941年初頭には量産が始まったが、改良に手間取ったため、実際に運用が始まったのはその年の後半になってからであった。本機の生産は1944年まで続けられ、総生産数は6,528機に達した。

## 設計

### エンジン
当初は原型機と変わらず、液冷V型12気筒エンジン M-105P（離昇1,050馬力）を搭載していた。その後は改良型のM-105PA、出力が強化されたM-105PF（1,180馬力）へと置き換えられていった。エンジンは直径3.0mの金属製3枚翅プロペラVISh-61Pを駆動した。

### 胴体構造
胴体は木製のセミモノコック構造で、15のフレームと4本のロンジロン（強力縦通材）によって構成されており、これにテープ状の薄いベニヤを何層も貼り合わせ外板を形成している。デルタ合板の使用箇所は、一部のフレームなど強度が要求される部位に限られていた。

### 主翼

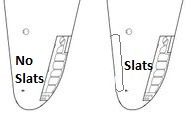
初期型と後期型のスラット有無の違い

胴体に接合する中央翼と取り外し可能な外翼は共に木製であり、エルロンやフラップなどを除いて全木製構造となっていた。構造は2本桁方式で、フランジにはデルタ材が用いられていた。
1942年には失速特性を改善するために外翼前縁部に自動スラットが実装された。これによりピトー管の取り付け位置は翼の前縁から下面に移動している。

### 武装
原型機のI-301はモーターカノンとしてMP-6 23mm機関砲を搭載していたが、これは反動が過大であることや信頼性が低いことが問題とされ、生産時にはUB 12.7mm機銃に置き換えられた。初期の生産機はモーターカノンと機首上部で計3挺のUB（うち2挺はプロペラ同調型のUBS）と2挺のShKAS 7.62mm機関銃を装備していた。
1941年7月頃から生産が開始されたSeries 4（第4バッチ）からは右舷側のUBSは削除され、モーターカノンのUBがShVAK 20mm機関砲に置き換えられた。その後も小口径機銃の打撃力不足と機体の軽量化のため、2挺のShKASが削除され、最終的にモーターカノンのShVAK 1門とUBS 1挺の構成が標準となった。

### 防弾装備
パイロットを保護するため、座席自体が8mm厚の防弾鋼板で構成されていた。燃料タンクは全てセルフシーリングタンクであり、加えてエンジン排気を冷却し不活性ガスとしたものを燃料タンクへと注入することで爆発を防ぐシステムが初期から実装されていた。

## 運用
1941年6月22日のドイツ侵攻時、LaGG-3はレニングラードやモスクワ、極東でまだ訓練の最中であり、国境付近の部隊には配備されていなかった。このため実戦参加はMiG-3やYak-1より遅く、8月からとなった。序盤は僅かだった配備数も、1942年5月頃には全戦闘機兵力のほぼ3分の1を占めるまでになっていた。本機はその性能とパイロットの技量の低さもあり、ドイツ戦闘機を相手にかなりの苦戦を強いられた。しかし本機の配備された幾つかの連隊は戦果を挙げて「親衛」の名を冠され、また幾名かのパイロットはエースの称号を得ている。
1943年になると前線の機体は次第にYak-9やLa-5などに置き換えられていったが、海軍航空隊や極東方面では使用され続けており、1945年8月の対日参戦時にも投入されている。

## バリエーション
Gu-82
グドコフがLa-5より前に開発した、M-82エンジン搭載の試作機。1941年9月11日に初飛行。採用には至らなかった。
LaGG-3 M-107
クリーモフ M-107エンジンへと換装した機体。33回の試験飛行の全てにおいてエンジン過熱を起こし、その対策として回転数を下げた場合の性能はM-105搭載機に勝るところはなかったため、量産されずに終わった。
LaGG-3 M-82
M-82エンジンに換装した試作機、後にLa-5として採用された。
I-105
ゴルブーノフが設計した、LaGG-3を空力的な洗練と軽量化を施した試作機。1943年5月初飛行。

## 鹵獲機

### 日本
1942年（昭和17年）、家族への思想弾圧と日本の政治宣伝に扇動されたソ連空軍極東部隊の曹長が、操縦マニュアルや機密文書を携行したままLaGG-3で亡命し、満州佳木斯の飛行場を目指したが、対空砲火に遭遇したために畑地に胴体着陸した。日本陸軍に鹵獲された機体は冷却器やプロペラを損傷していたが、ハルピン郊外の野戦航空廠で飛行可能な状態に修復されて、9月26日から山本五郎少佐（飛行第85戦隊長）と吉田十二雄曹長（飛行実験部）による飛行試験が行われた。木製機として見くびった彼らだったが、外板が滑らかに成形されており、エンジンの配管が整理されているのに驚嘆した。しかし、不時着時に損傷した冷却器とプロペラは完全に修復できず、冷却液の温度上昇とプロペラの振動には最後まで悩まされたほか、操縦桿はI-16よりさらに重く、飛行第85戦隊で行われた一式戦闘機との性能比較実験でも、速度性能が優れているのみと判断されて、脅威にはならないと結論づけられた。機体は日本本土へ空輸されたが、雁ノ巣飛行場においてブレーキの故障により離陸に失敗し損傷、修理不能と判断され、その後各部が試験に用いられた。

### フィンランド

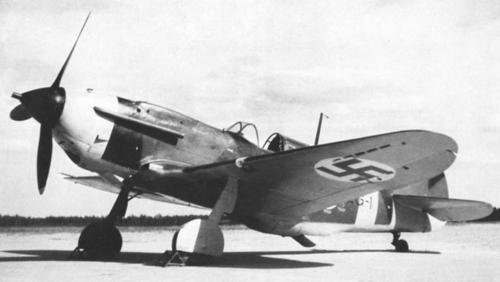
フィンランド空軍のLaGG-3（LG-1）

フィンランド空軍は、不時着した敵機を鹵獲・修理の後に運用しており、LaGG-3も修理された3機が、それぞれLG-1, LG-2 ,LG-3とナンバリングし運用していた。フィンランドは、LaGG-3を空戦向きとは考えず、高速爆撃機Pe-2迎撃の任に就かせていた。しかし、何度か迎撃の機会はあったものの、結局1機も撃墜する事はできていない。LG-1は、1944年2月16日に32戦隊のエイノ・コスキネンの操縦により、同一機種であるLaGG-3の撃墜を記録している。これが、フィンランドが運用したLaGG-3の唯一の戦果であった。

## 諸元
LaGG-3 33型
- 全幅：9.80m
- 全長：8.90m
- 全高：2.57m
- 翼面積：17.50m²
- 空虚重量：2,620kg
- 全備重量：3,300kg

LaGG-3初期型の三面図

- 発動機：クリーモフ M-105PF液冷V型12気筒×1
- 出力：1,180馬力
- 最高速度：560km/h（575km/h）
- 航続距離：650km
- 実用上昇限度：9,600m
- 乗員：1名
- 武装：ShVAK 20mm機関砲×1、UBS 12.7mm機銃×1、小型爆弾またはRS-82 ロケット弾×6